# Ammodytidae
Famille
Les Ammodytidae sont une famille de poissons téléostéens de l’ordre des Perciformes.

## Description
« Présents dans l'Océans Indien, Atlantique et Pacifique. Petites écailles cycloïdes. Généralement sans nageoires pelviennes, présentes chez Embolichthys. Ligne latérale le long de la dorsale. Sans dents. Nageoire dorsale longue ; rayons mous généralement 40-65. Rayons banchiostégaux 7. Membranes branchiales séparées. Longueur maximale de 30 cm. »

— Traduit librement depuis WoRMS : https://www.marinespecies.org/aphia.php?p=notes&id=80244

## Liste des genres et espèces
Selon FishBase la famille comprend 7 genres et 34 espèces (35 espèces selon le catalogue Eschmeyer des poissons - ECoF et 35 également selon WoRMS) :
- genre Ammodytes Linnaeus, 1758
  - Ammodytes americanus  DeKay, 1842
  - Ammodytes dubius  Reinhardt, 1837
  - Ammodytoides gilli (Bean, 1895)
  - Ammodytes heian Orr, Wildes & Kai, 2015
  - Ammodytes hexapterus  Pallas, 1814
  - Ammodytes marinus  Raitt, 1934
  - Ammodytes personatus  Girard, 1856
  - Ammodytes tobianus  Linnaeus, 1758
- genre Ammodytoides Duncker & Mohr, 1939
  - Ammodytoides gilli  (Bean, 1895)
  - Ammodytoides idai Randall & Earle, 2008
  - Ammodytoides kanazawai Shibukawa & Ida, 2013
  - Ammodytoides kimurai  Ida & Randall, 1993
  - Ammodytoides leptus  Collette & Randall, 2000
  - Ammodytoides praematura Randall & Earle, 2008
  - Ammodytoides pylei  Randall, Ida & Earle, 1994
  - Ammodytoides renniei  (Smith, 1957)
  - Ammodytoides vagus  (McCulloch & Waite, 1916)
  - Ammodytoides xanthops Randall & Heemstra, 2008
- genre Bleekeria Günther, 1862
  - Bleekeria albicauda Psomadakis, Yoshinaga, Wah & Ida, 2021
  - Bleekeria estuaria Randall & Ida, 2014
  - Bleekeria kallolepis  Günther, 1862
  - Bleekeria mitsukurii  Jordan & Evermann, 1902
  - Bleekeria murtii Joshi, Zacharia & Kanthan, 2012
  - Bleekeria nigrilinea Psomadakis, Yoshinaga, Wah & Ida, 2021
  - Bleekeria profunda Randall & Ida, 2014
  - Bleekeria viridianguilla  (Fowler, 1931)
- genre Gymnammodytes Duncker & Mohr, 1935
  - Gymnammodytes capensis  (Barnard, 1927)
  - Gymnammodytes cicerelus  (Rafinesque, 1810)
  - Gymnammodytes semisquamatus  (Jourdain, 1879)
- genre Hyperoplus Günther, 1862
  - Hyperoplus immaculatus  (Corbin, 1950)
  - Hyperoplus lanceolatus  (Le Sauvage, 1824)
- genre Lepidammodytes Ida, Sirimontaporn & Monkolprasit, 1994
  - Lepidammodytes macrophthalmus  Ida, Sirimontaporn & Monkolprasit, 1994
- genre Protammodytes Ida, Sirimontaporn & Monkolprasit, 1994
  - Protammodytes brachistos  Ida, Sirimontaporn & Monkolprasit, 1994
  - Protammodytes sarisa  (Robins & Böhlke, 1970)
  - Protammodytes ventrolineatus Randall & Ida, 2014

Selon Catalogue of Life (10 juillet 2014), ITIS (10 juillet 2014) et World Register of Marine Species (18 mars 2024) :
- genre Ammodytes Linnaeus, 1758
- genre Ammodytoides Duncker & Mohr, 1939
- genre Bleekeria Günther, 1862
- genre Gymnammodytes Duncker & Mohr, 1935
- genre Hyperoplus Günther, 1862
- genre Lepidammodytes Ida, Sirimontaporn & Monkolprasit, 1994
- genre Protammodytes Ida, Sirimontaporn & Monkolprasit, 1994

Selon Paleobiology Database (10 juillet 2014) :
- genre Ammodytes

## Systématique
Le nom valide complet (avec auteur) de ce taxon est Ammodytidae Bonaparte, 1835.